# Dakruiter

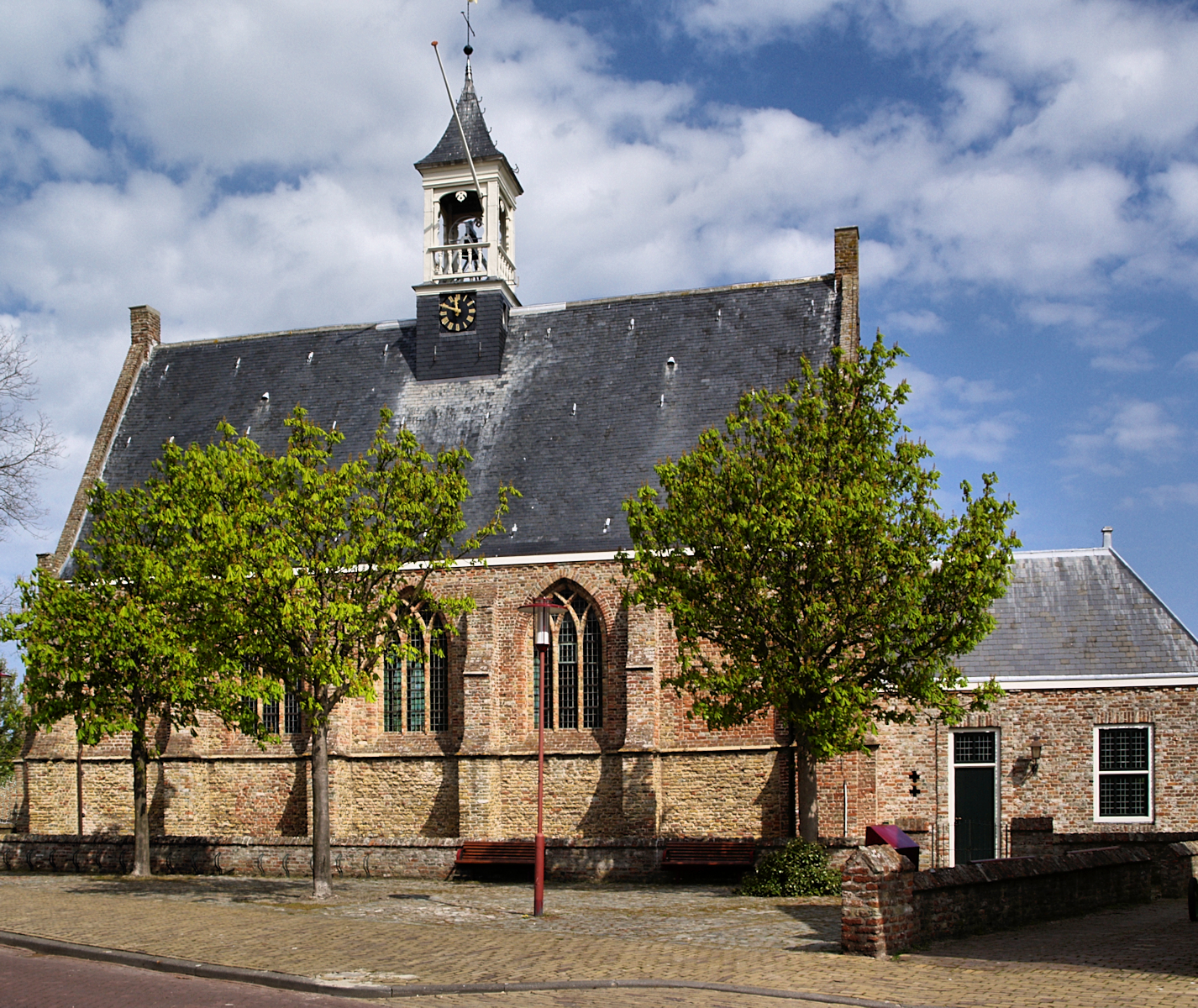
Dakruiter op kapel te Vrouwenpolder

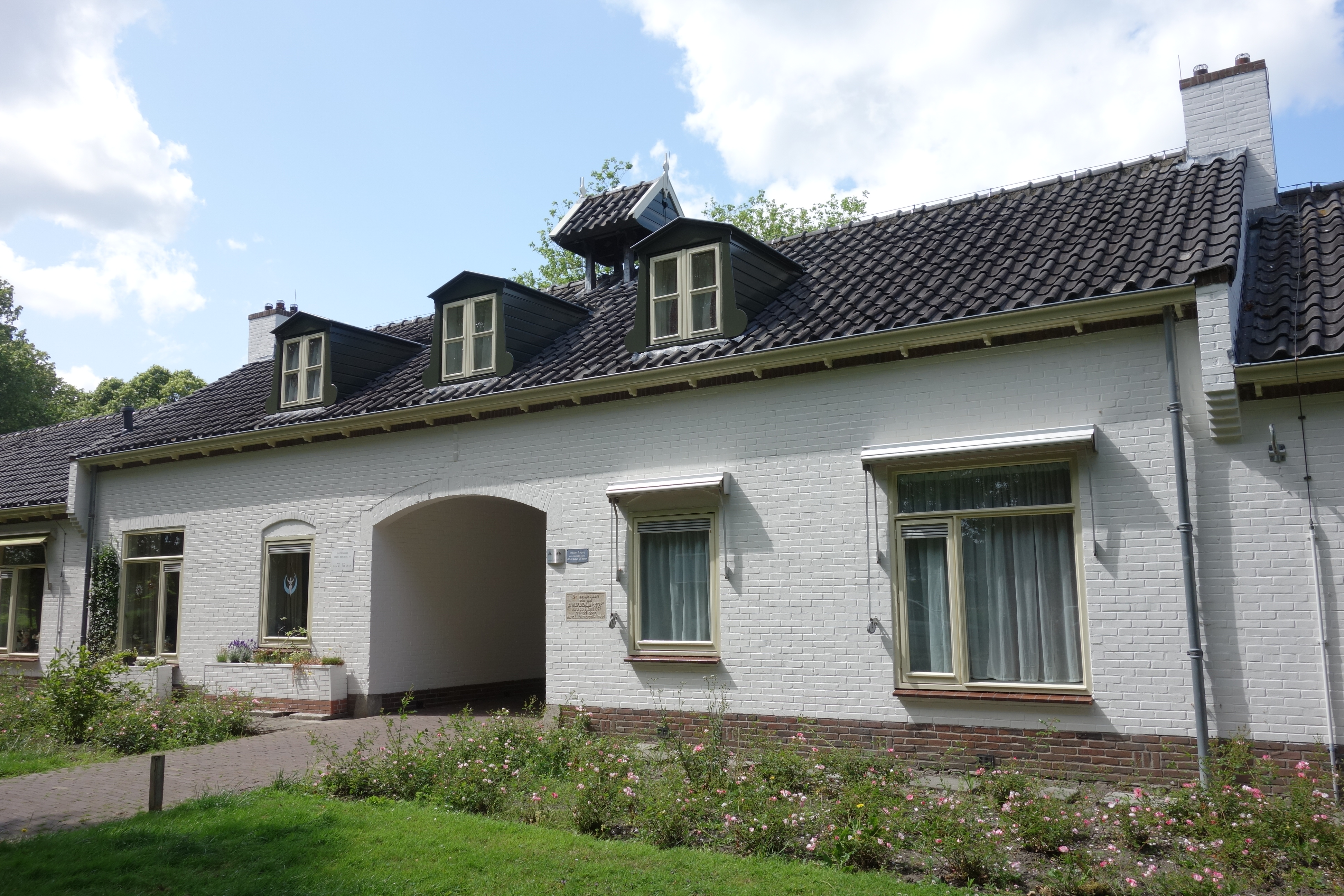
Truydemanhof in Hoorn met dakruiter boven de ingang

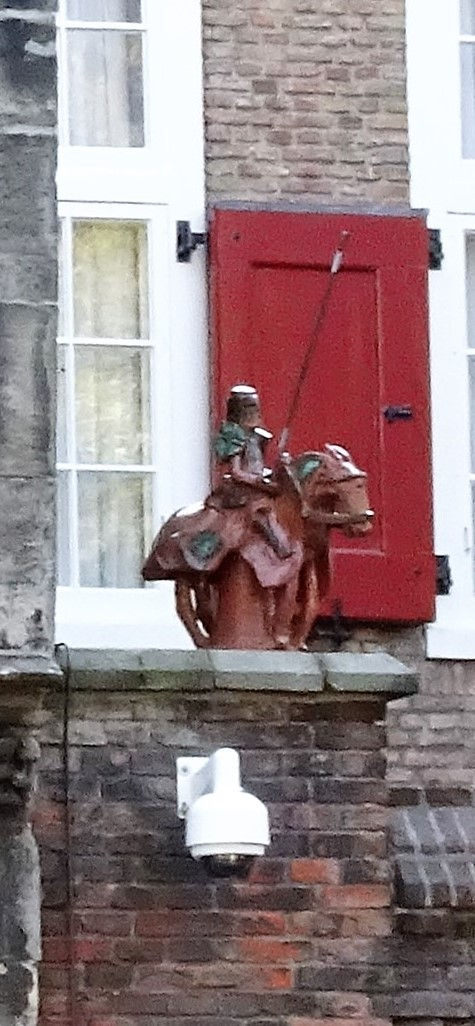
Kopie van een 14e-eeuwse dakruiter, gevonden bij archeologisch onderzoek in de tuin van het De Huyterhuis in Delft

Een dakruiter is een torentje op de nok van een gebouw, vaak een kerk. Als ze op de kruising of viering van het gebouw staan, worden ze vieringtoren of vieringsdakruiter genoemd. In de negentiende eeuw kwam men ze wel tegen in de villabouw.
Dakruiters hebben geen eigen fundering: ze steunen op het dak en worden meestal in hout uitgevoerd, soms in metselwerk. Vaak zijn ze zes- of achtkantig. Om het dak niet te zeer te belasten, wordt de ruiter gewoonlijk licht uitgevoerd, bijvoorbeeld als lantaarn. Vooral stenen dakruiters bleken soms te zwaar, zodat het bouwwerkje weer verwijderd moest worden om het onderliggende bouwwerk te behouden. Dakruiters kunnen strikt op het dak staan, zodat ze van binnenuit niet toegankelijk zijn, maar kunnen ook op een opening in het dak staan.
In veel kerken is in de dakruiter een luidklok aangebracht, soms meerdere.
Een dakruiter kan ook een versierde nokpan zijn, als aanduiding dat de bewoner van de woning een belangrijk persoon was.

## Galerij

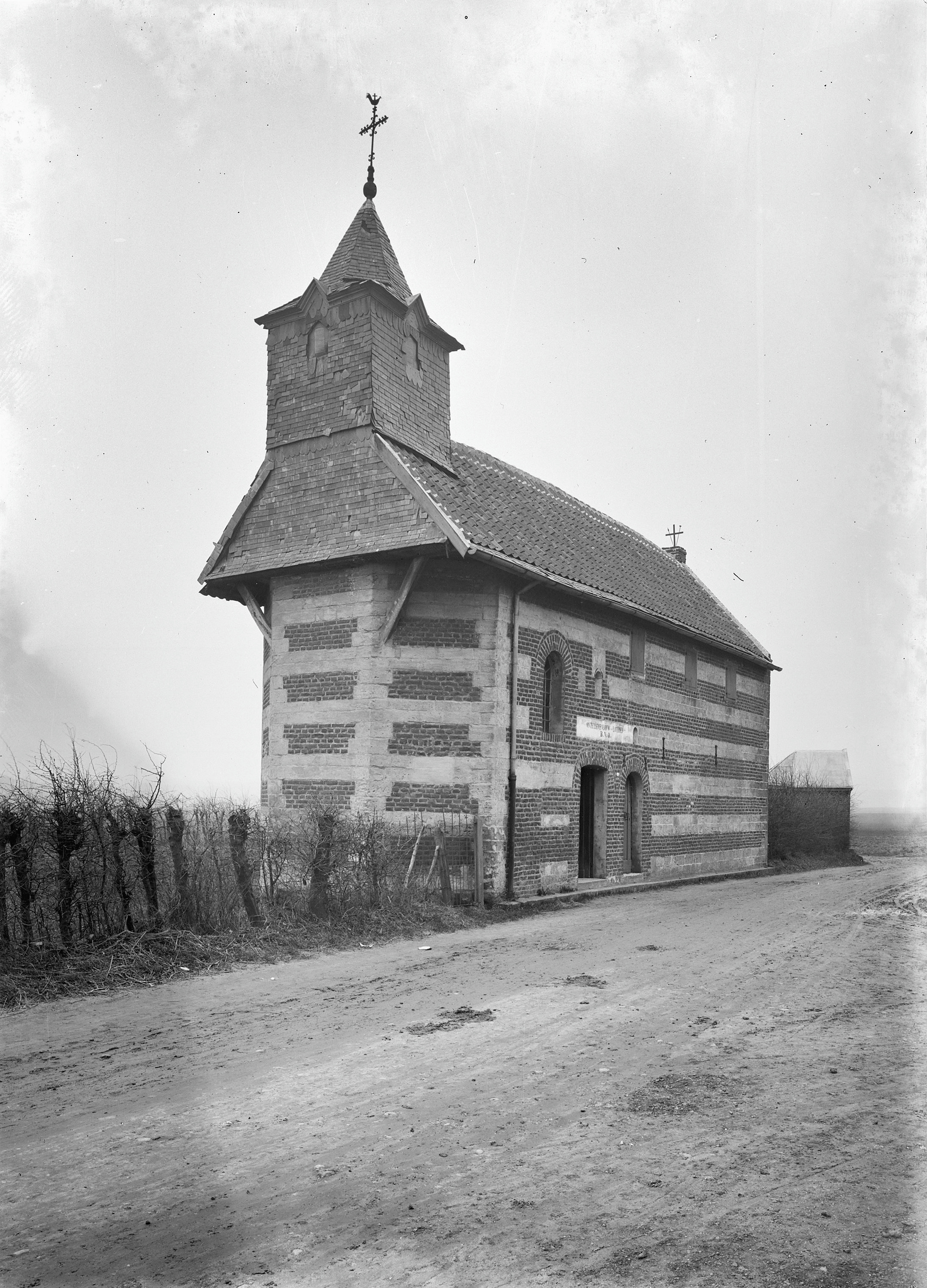
Dakruiter op de Sint-Janskluis te Geleen
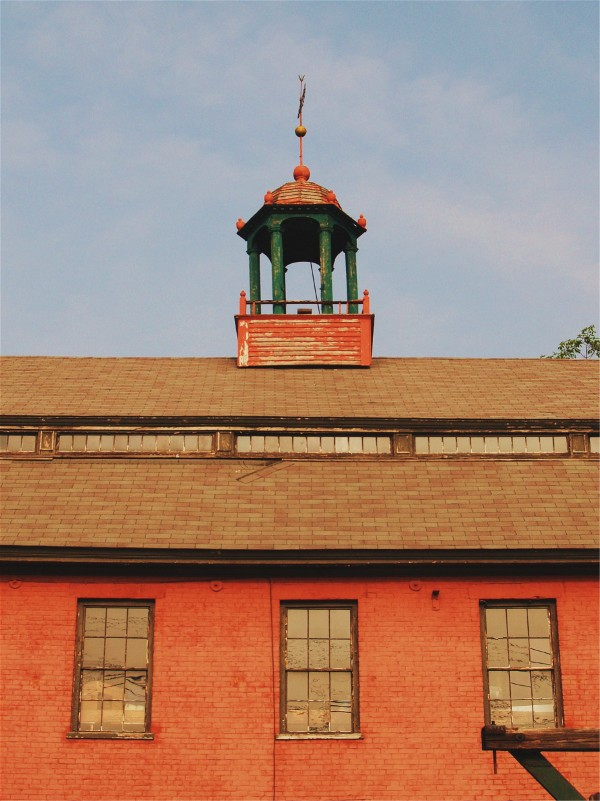
The Brick Mill, een steenfabriek uit 1826, in Whitinsville (Massachusetts)
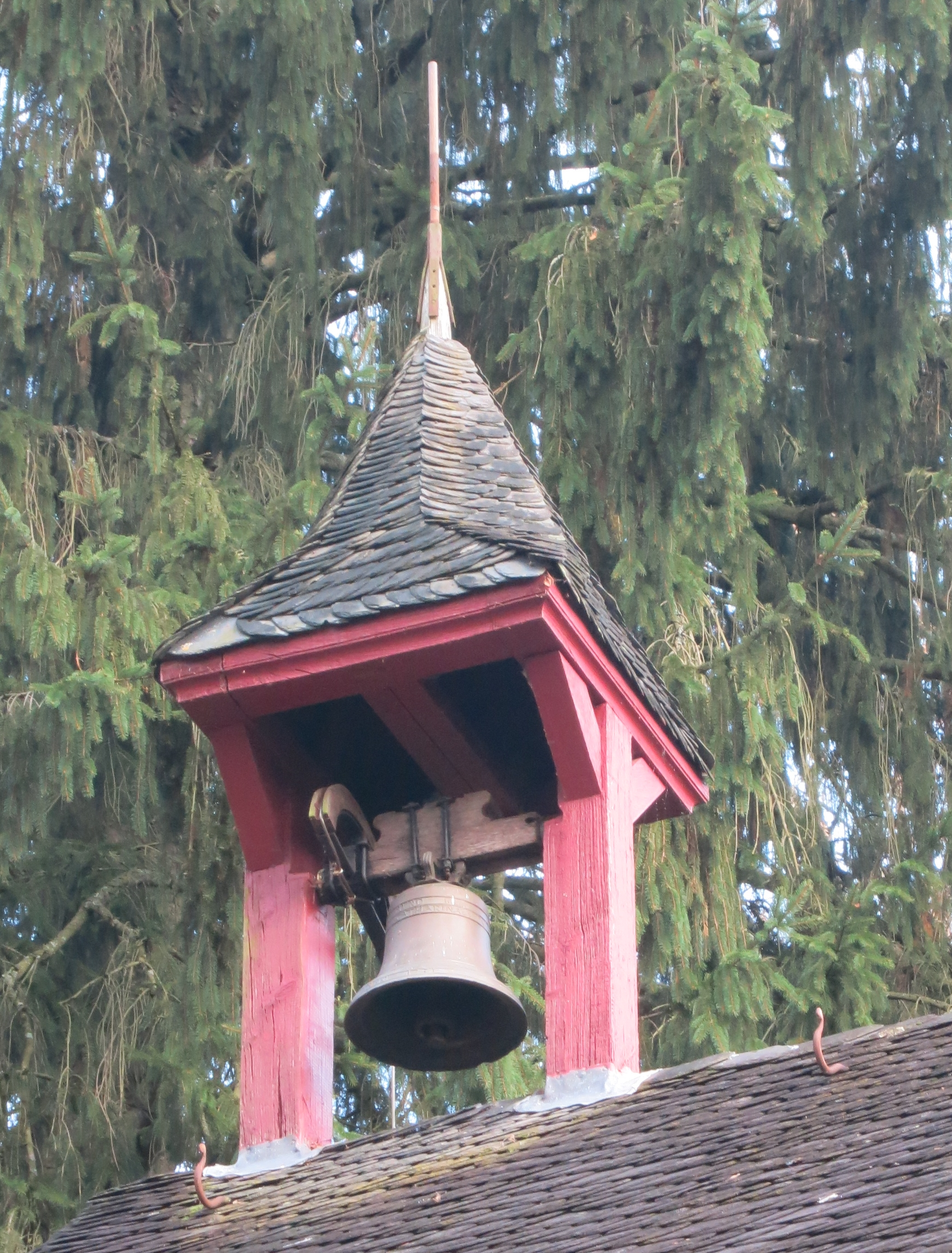
Kruiskapel in Loope, gemeente Engelskirchen (Duitsland)
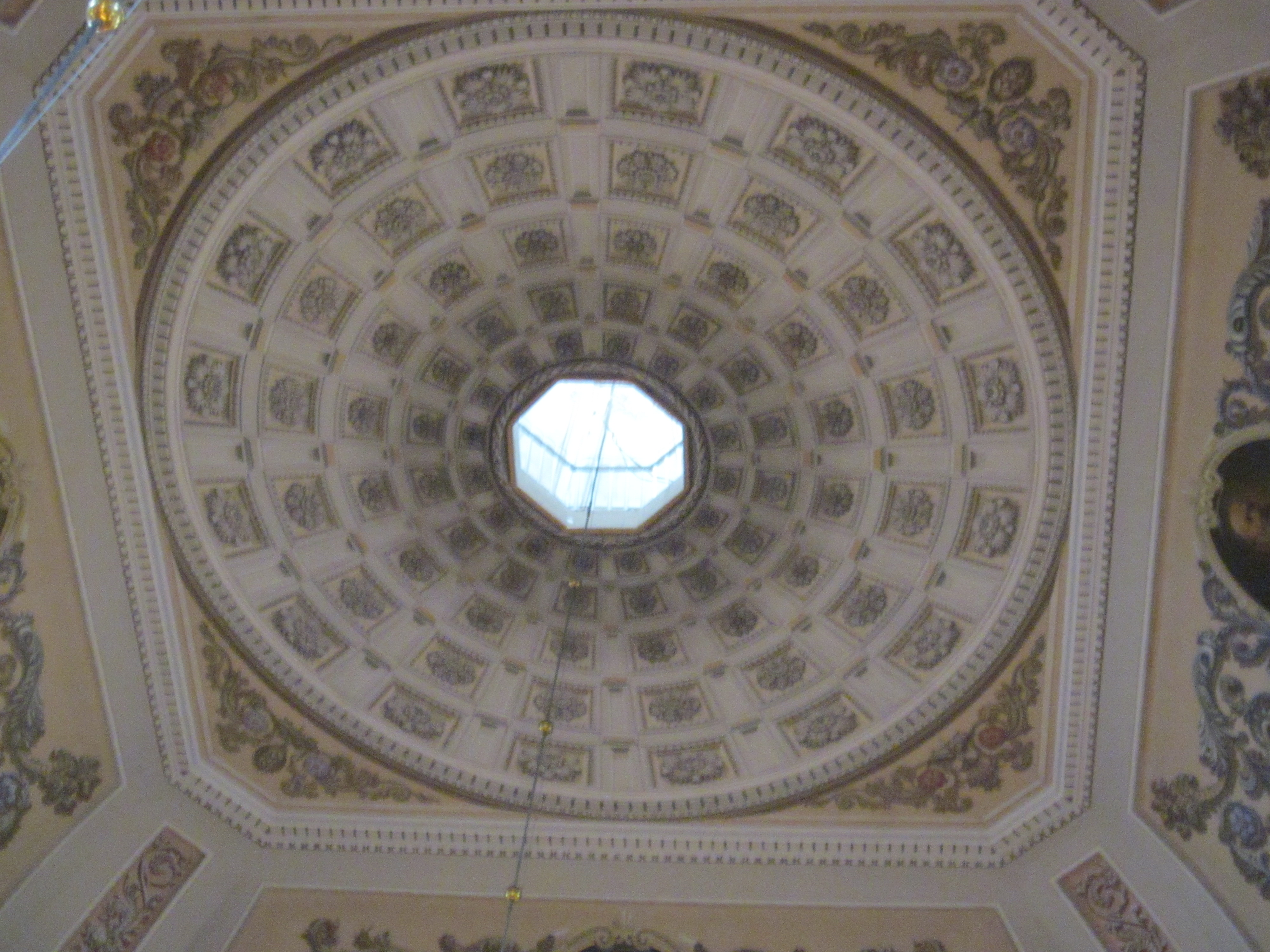
Kijkje in de dakruiter van de kerk van de Zwarte Madonna van Częstochowa in Mońki (Polen)
Gemeentewapen van Köthel (Duitsland)
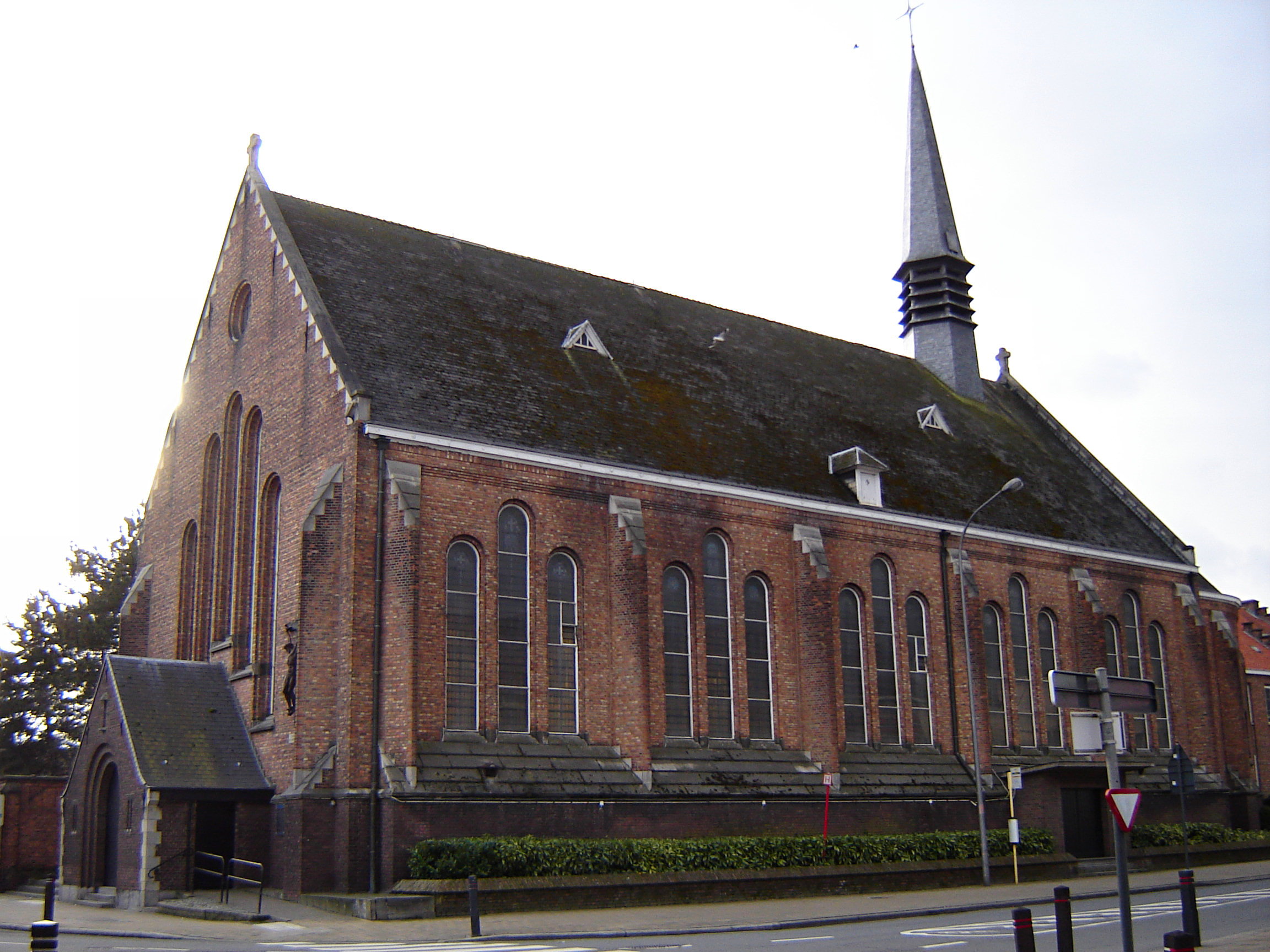
Heilig Hartkerk in Sint-Niklaas met dakruiter